# Stimmkreis Memmingen
Der Stimmkreis Memmingen ist einer von rund 90 Stimmkreisen bei Wahlen zum Bayerischen Landtag und zu den Bezirkstagen sowie bei Volksentscheiden. Er gehört zum Wahlkreis Schwaben.
Mindestens seit der Landtagswahl 2003 umfasst er die kreisfreie Stadt Memmingen, die Gemeinden Altenstadt, Buch, Kellmünz a.d.Iller, Oberroth, Osterberg und Unterroth des Landkreises Neu-Ulm sowie den Gemeinden Babenhausen, Bad Grönenbach, Benningen, Böhen, Boos, Buxheim, Egg a.d.Günz, Erkheim, Fellheim, Hawangen, Heimertingen, Holzgünz, Kammlach, Kettershausen, Kirchhaslach, Kronburg, Lachen, Lauben, Lautrach, Legau, Markt Rettenbach, Memmingerberg, Niederrieden, Oberschönegg, Ottobeuren, Pleß, Sontheim, Trunkelsberg, Ungerhausen, Westerheim, Winterrieden und Wolfertschwenden des Landkreises Unterallgäu. Die übrigen Gemeinden des Landkreises Neu-Ulm liegen im Stimmkreis 713 und die übrigen Gemeinden des Landkreises Unterallgäu im Stimmkreis 708.

## Landtagswahl 2023
Zur Landtagswahl 2023 traten folgende Parteien und Direktkandidaten im Stimmkreis Memmingen an
| Nr. | Direktkandidat             | Partei           | Erststimmen in % | Gesamtstimmen in % |
| --- | -------------------------- | ---------------- | ---------------- | ------------------ |
| 1   | Klaus Holetschek           | CSU              | 38,9             | 35,0               |
| 2   | Carmen Stürmer             | GRÜNE            | 9,1              | 9,5                |
| 3   | Mariana Braunmiller        | Freie Wähler     | 15,1             | 19,0               |
| 4   | Christoph Maier            | AfD              | 21,1             | 20,5               |
| 5   | Ivo Holzinger              | SPD              | 8,2              | 7,4                |
| 6   | Franz Josef Pschierer      | FDP              | 2,5              | 2,5                |
| 7   | Rupert Reisinger           | LINKE            | 1,4              | 1,2                |
| 8   | Jens Pfaffenbauer          | BP               | 1,1              | 0,9                |
| 9   | Krimhilde Marianne Dornach | ÖDP              | 1,9              | 2,0                |
| 10  | -                          | Die PARTEI       | -                | 0,5                |
| 11  | -                          | Tierschutzpartei | -                | 0,5                |
| 12  | Johanna Gomoluch           | V-Partei³        | 0,6              | 0,4                |
| 13  | -                          | dieBasis         | -                | 0,5                |

## Landtagswahl 2018
Im Stimmkreis waren insgesamt 95.794 Einwohner wahlberechtigt. Die Landtagswahl am 14. Oktober 2018 hatte folgendes Ergebnis:
| Direktkandidat          | Partei       | Erststimmen in % | Gesamtstimmen in % | Veränderung der Gesamtstimmen im Vergleich zur Landtagswahl 2013 in % |
| ----------------------- | ------------ | ---------------- | ------------------ | --------------------------------------------------------------------- |
| Klaus Holetschek        | CSU          | 40,7             | 39,6               | − 13,0                                                                |
| David Yeow              | SPD          | 6,6              | 6,5                | − 8,1                                                                 |
| Michael Moser           | Freie Wähler | 11,7             | 10,8               | + 3,4                                                                 |
| Daniel Pflügl           | GRÜNE        | 14,2             | 14,0               | + 7,1                                                                 |
| Christoph Zander        | FDP          | 4,7              | 4,4                | + 1,4                                                                 |
| Udo Kaufmann            | LINKE        | 2,4              | 2,4                | + 1,6                                                                 |
| Magnus Waibl            | BP           | 1,4              | 1,3                | − 1,0                                                                 |
| Dieter Erwin Buchberger | ÖDP          | 4,1              | 3,6                | − 0,6                                                                 |
| -                       | PIRATEN      | -                | 0,2                | − 1,7                                                                 |
| Christoph Maier         | AfD          | 13,6             | 13,0               | + 13,0                                                                |
| –                       | LKR          | –                | 0,0                | + 0,0                                                                 |
| -                       | mut          | -                | 0,1                | + 0,1                                                                 |
| -                       | Die Partei   | -                | 0,3                | + 0,3                                                                 |
| Katharina Greif         | V-Partei³    | 0,5              | 0,4                | + 0,4                                                                 |

## Landtagswahl 2013
Die Wahlbeteiligung der 94.217 Wahlberechtigten im Stimmkreis betrug 61,1 Prozent, bei einem Landesdurchschnitt von 63,9 Prozent war dies Rang 72 unter den 90 Stimmkreisen. Das Direktmandat ging an Klaus Holetschek (CSU).
| Direktkandidat           | Partei       | Erststimmen | Gesamtstimmen | Gesamtstimmen ggü. Bayern (%p) | Gesamtstimmen ggü. 2008 (%p) |
| ------------------------ | ------------ | ----------- | ------------- | ------------------------------ | ---------------------------- |
| Klaus Holetschek         | CSU          | 52,4 %      | 52,6 %        | +4,9 %                         | +4,1 %                       |
| Anne Kraus               | SPD          | 16,1 %      | 14,6 %        | −6,0 %                         | +2,8 %                       |
| Johann Wengenmeir        | FREIE WÄHLER | 9,3 %       | 10,8 %        | +1,8 %                         | −3,7 %                       |
| Stefan Liepert           | GRÜNE        | 6,8 %       | 6,9 %         | −1,7 %                         | +0,4 %                       |
| Franz Josef Neumayer     | FDP          | 3,1 %       | 3,0 %         | −0,3 %                         | −4,5 %                       |
| Kein Direktkandidat      | DIE LINKE    | X           | 0,8 %         | −1,3 %                         | −2,7 %                       |
| Gabriela Schimmer-Göresz | ÖDP          | 4,6 %       | 4,2 %         | +2,2 %                         | +0,5 %                       |
| Hermann Köhler           | REP          | 1,1 %       | 1,0 %         | +0,0 %                         | +0,1 %                       |
| Kurt Jürgen Blank        | NPD          | 1,7 %       | 1,6 %         | X                              | −0,2 %                       |
| Sven Müller              | BP           | 2,8 %       | 2,4 %         | +0,3 %                         | +1,3 %                       |
| Kein Direktkandidat      | FRAUENLISTE  | X           | 0,3 %         | X                              | X                            |
| Christian Andreas Haas   | PIRATEN      | 2,1 %       | 1,9 %         | −0,1 %                         | X                            |

## Landtagswahl 2008
Bei der Landtagswahl 2008 waren im Stimmkreis 94.286 Einwohner wahlberechtigt. Die Wahlbeteiligung betrug 61,0 %. Die Wahl hatte folgendes Ergebnis:
| Direktkandidat           | Partei                | Erststimmen in % | Gesamtstimmen in % | Veränderung der Gesamtstimmen im Vergleich zur Landtagswahl 2003 in % |
| ------------------------ | --------------------- | ---------------- | ------------------ | --------------------------------------------------------------------- |
| Josef Miller             | CSU                   | 48,2             | 48,5               | - 18,0                                                                |
| Anne Kraus               | SPD                   | 11,9             | 11,8               | - 1,4                                                                 |
| Dorothee Büttner         | Bündnis 90/Die Grünen | 6,2              | 6,5                | + 1,1                                                                 |
| Claudia Flemming         | Freie Wähler          | 14,6             | 14,5               | + 8,9                                                                 |
| Albert Oesterle          | FDP                   | 7,5              | 7,5                | + 5,8                                                                 |
| Roland Otto Aicher       | REP                   | 0,9              | 0,9                | - 1,0                                                                 |
| Gabriela Schimmer-Göresz | ödp                   | 3,9              | 3,7                | - 0,2                                                                 |
| Sven Müller              | BP                    | 1,3              | 1,1                | + 0,4                                                                 |
| Joachim Gabriel          | Die Linke             | 3,6              | 3,5                | + 3,5                                                                 |
| Jürgen Blank             | NPD                   | 1,8              | 1,8                | + 1,8                                                                 |
| -                        | RRP                   | -                | 0,3                | + 0,3                                                                 |